# Ferdinando Cavalli

Stemma Cavalli

Ferdinando Cavalli (Chiari, 7 ottobre 1810 – Padova, 9 novembre 1888) è stato un politico italiano.

## Biografia

### Famiglia e studi
Nacque a Chiari il 7 ottobre 1810 primogenito di Paolo, conte di Sant'Orso, e di Elisa Renier. Dal ramo materno era pronipote del penultimo doge di Venezia, Paolo Renier, di cui divenne erede universale. Si stabilì a Padova giovanissimo dove intraprese studi classici e, successivamente, una laurea in giurisprudenza. Neolaureato, non avendo necessità economiche, decise di non intraprendere la professione e diventò assistente di procedura civile al professor Ronchetti al Regio istituto veneto di scienze, lettere ed arti.
Nel 1848, dopo la partenza del presidio austriaco a Padova, fu nominato membro del Comitato provvisorio. Favorevole alla fusione con il Piemonte, nel comitato si occupò dell'amministrazione provinciale, dimostrando vaste cognizioni legali, politiche ed economiche. Quando la città fu rioccupata dagli austriaci si ritirò a vita privata, dedicandosi agli studi e impegnandosi nelle organizzazioni culturali nelle file della Società d'incoraggiamento, di cui ricoprirà la carica di presidente dal 1850 al 1856.

### Studi e attività politica
Nel 1851 pubblicò gli Studi economici sulle condizioni naturali e civili della provincia di Padova, che lo resero noto come economista. Essendo un grande proprietario terriero si dimostrò interessato ad un miglioramento della produttività delle campagne, ma, allo stesso tempo, i suoi studi miravano a un miglioramento materiale e morale della vita contadina.
Il 4 ottobre 1854 divenne membro effettivo dell'Istituto veneto di scienze, lettere ed arti e stilò il Rapporto sulla statistica della popolazione in cui mostrò i suoi interessi di sociologo sempre all'incoraggiamento delle classi più deboli.
Negli anni '60, divenuto ormai presidente del Regio istituto veneto, intraprese quella che avrebbe dovuto essere la sua opera maggiore, una storia della politica italiana dalle origini ai suoi giorni. Il primo volume Scienza politica in italia vide luce nel 1865 e pubblicò infine di 4 volumi. Nel 1866 veniva eletto consigliere comunale di Padova e successivamente, al primo scrutinio, parlamentare in ben tre collegi.
Schieratosi alla camera tra i ministeriali alla IV legislatura venne eletto tra i quattro vicepresidenti, ma, grazie alle sue doti e alla sua reputazione, la sua azione da deputato non ebbe il tempo di diventare effettiva che il 6 dicembre 1868 venne creato senatore, carica che manterrà per oltre 20 anni.
Morì a Padova il 9 novembre 1888 e fu sepolto nel cimitero di  Pontecasale di Candiana (PD), accanto al nonno  Alvise Renier.
Lasciò al Comune di Chiari ben 503 volumi miscellanei alla Biblioteca Morcelliana di Chiari (BS). Lasciò inoltre un patrimonio inestimabile di oltre 4000 volumi a stampa, fra cui 235 cinquecentine e 495 seicentine, e 501 incisioni, fra cui la celeberrima Battaglia degli ignudi di A. Pollaiolo (1431-1432 ca./ 1489).

## Opere principali
- 1851 - Studi economici sulle condizioni naturali e civili della provincia di Padova
- 1858- Rapporto sulla statistica della popolazione
- 1865 - Studi sui Monti di Pietà
- 1866 - Scienza politica in Italia